# Deppea umbellata
Deppea umbellata är en måreväxtart som beskrevs av William Botting Hemsley. Deppea umbellata ingår i släktet Deppea och familjen måreväxter. Inga underarter finns listade i Catalogue of Life.